# Paolo Rachini
Paolo Rachini (Atri, 1º febbraio 1970) è un allenatore di calcio ed ex calciatore italiano, di ruolo centrocampista.

## Carriera

### Giocatore
Cresciuto nell'Associazione Sportiva Dilettantistica Hatria Calcio, viene ceduto al Francavilla, con cui gioca per quattro stagioni in Serie C.
Nel 1993 passa alla Salernitana con la quale nella prima stagione ottiene la promozione in Serie B e poi, dopo altri quattro anni da titolare in cadetteria, nel 1998 è fra i protagonisti della vittoria del campionato con conseguente promozione in Serie A.
Nell'estate successiva però la Salernitana decide di non portare Rachini in massima serie ma di cederlo al Pescara, ancora in Serie B. Categoria nella quale milita pure l'anno seguente nella Fermana; nel 2000 fa ritorno a Pescara dove fa le sue ultime 5 apparizioni in cadetteria prima di essere ceduto al L'Aquila in Serie C1.
Nel gennaio 2001 approda al Rimini dove dopo due stagioni ottiene la promozione dalla Serie C2 e poi milita in Romagna anche un terzo anno in Serie C1.
Nel 2004-2005 approda alla Renato Curi Angolana. Realizza 10 reti in 33 partite e i neroazzurri salgono in Serie D, proprio al gol di Rachini all'ultima partita contro il Penne, vinta dai draghi per 2-1. Nel 2005-2006 resta all'Angolana. I neroazzurri chiudono undicesimi nella prima stagione in D e Rachini segna 1 gol in 16 partite disputate.

### Allenatore
Nel 2016-2017 allena l'Angolana in Eccellenza Abruzzo. Sotto la sua guida tecnica, i neroazzurri concludono il campionato al sesto posto, dopo essere stati a lungo nelle primissime posizione. Rachini viene riconfermato anche per il 2017-2018. Per la stagione 2018-2019 è alla guida del Francavilla. A fine stagione non viene confermato e ad ottobre del 2019 viene chiamato alla guida del Pineto in Serie D, al posto dell'esonerato Massimo Epifani. Il 23 dicembre, dopo la sconfitta sul campo della cenerentola Cattolica, viene sollevato dall'incarico. 
Nell'estate del 2021 ritorna sulla panchina della Renato Curi Angolana,che disputerà il torneo Abruzzese di Eccellenza. Al termine della stagione, dopo aver raggiunto la salvezza, non viene confermato.  Per la stagione 2023-2024 torna per la terza volta sulla panchina della società neroazzurra, sempre in Eccellenza, però il 9 ottobre 2023, dopo la sconfitta interna contro lo Spoltore, viene sollevato dall'incarico.

## Statistiche

### Statistiche da allenatore
Statistiche aggiornate al 22 dicembre 2019.
| Stagione             | Squadra              | Campionato           | Campionato | Campionato | Campionato | Campionato | Coppe nazionali | Coppe nazionali | Coppe nazionali | Coppe nazionali | Coppe nazionali | Coppe continentali | Coppe continentali | Coppe continentali | Coppe continentali | Coppe continentali | Altre coppe | Altre coppe | Altre coppe | Altre coppe | Altre coppe | Totale | Totale | Totale | Totale | % Vittorie |
| Stagione             | Squadra              | Comp                 | G          | V          | N          | P          | Comp            | G               | V               | N               | P               | Comp               | G                  | V                  | N                  | P                  | Comp        | G           | V           | N           | P           | G      | V      | N      | P      | %          |
| -------------------- | -------------------- | -------------------- | ---------- | ---------- | ---------- | ---------- | --------------- | --------------- | --------------- | --------------- | --------------- | ------------------ | ------------------ | ------------------ | ------------------ | ------------------ | ----------- | ----------- | ----------- | ----------- | ----------- | ------ | ------ | ------ | ------ | ---------- |
| 2016-2017            | R.C. Angolana        | Ecc.                 | 34         | 15         | 11         | 8          | CI-Ecc.         | 4               | 3               | 0               | 1               | -                  | -                  | -                  | -                  | -                  | -           | -           | -           | -           | -           | 38     | 18     | 11     | 9      | 47,37      |
| 2017-2018            | R.C. Angolana        | Ecc.                 | 34         | 12         | 9          | 13         | CI-Ecc.         | 4               | 2               | 1               | 1               | -                  | -                  | -                  | -                  | -                  | -           | -           | -           | -           | -           | 38     | 14     | 10     | 14     | 36,84      |
| 2018-2019            | Francavilla          | D                    | 38         | 15         | 15         | 8          | CI-D            | 1               | 0               | 1               | 0               | -                  | -                  | -                  | -                  | -                  | -           | -           | -           | -           | -           | 39     | 15     | 16     | 8      | 38,46      |
| ott. 2019-2020       | Pineto               | D                    | 11         | 5          | 4          | 2          | CI-D            | 3               | 1               | 2               | 0               | -                  | -                  | -                  | -                  | -                  | -           | -           | -           | -           | -           | 14     | 6      | 6      | 2      | 42,86      |
| 2021-2022            | R.C. Angolana        | Ecc.                 | 34         | 13         | 5          | 16         | CI-Ecc.         | 6               | 4               | 0               | 2               | -                  | -                  | -                  | -                  | -                  | -           | -           | -           | -           | -           | 40     | 17     | 5      | 18     | 42,50      |
| Totale R.C. Angolana | Totale R.C. Angolana | Totale R.C. Angolana | 102        | 40         | 25         | 37         |                 | 14              | 9               | 1               | 4               |                    | -                  | -                  | -                  | -                  |             | -           | -           | -           | -           | 116    | 49     | 26     | 41     | 42,24      |
| Totale carriera      | Totale carriera      | Totale carriera      | 151        | 60         | 44         | 47         |                 | 18              | 10              | 4               | 4               |                    | -                  | -                  | -                  | -                  |             | -           | -           | -           | -           | 169    | 70     | 48     | 51     | 41,42      |

## Palmarès

### Giocatore

#### Competizioni nazionali
- Serie B: 1

Salernitana: 1997-1998

#### Competizioni regionali
- Eccellenza: 1

Renato Curi Angolana: 2004-2005